# Acacia cyanophylla
Acacia cyanophylla Lindley, publicado em 1839 por John Lindley, botânico inglês, esta tem número taxonómico de 26424, sendo também conhecida por Mimosa saligna Labill, Acacia saligna (Labill.) H.L.Wendl., Acacia bracteata Laiden & Blakely, Acacia lindeyi Meissner ou Racosperma salignum (Labill.) Pedley de publicações anteriores, o significado do seu nome quer dizer "aspecto de salgueiro", sendo vulgarmente chamada de Acácia. É por vezes confundida com outras espécies de acácia tal como, Acacia retinodes Schlecht. e Acacia pycnantha Bentham. Esta espécie não é endémica de Portugal e está descrita na lei como sendo uma invasora, pois tem consequências para a flora endémica do país.

## Morfologia da espécie
A espécie Acacia cyanophylla um Microfanerófito, ou seja, pode ser encontrada como uma pequena árvore ou um arbusto, até os 10 metros de altura. É perene, vive mais do que três anos.
É também um Xerófito pois esta espécie é muito resistente ao calor e secura.

### Ritidoma
Tem uma cor acinzentada, é liso, curto e tem até 30 cm de diâmetro.

### Folhas
Estão reduzidas a filódios verde glauco, ou seja, o pecícolo está dilatado e achatado, com aspecto de limbo foliar, estas folhas são alternas, simples de forma linear a lanceolado ou oblanceolado, glabras (sem indumento), com margem foliar inteira e nervação peninervea (com uma nervura longitudinal), ápice mucronado e dimensões 10-20 × 0,6–2 cm.

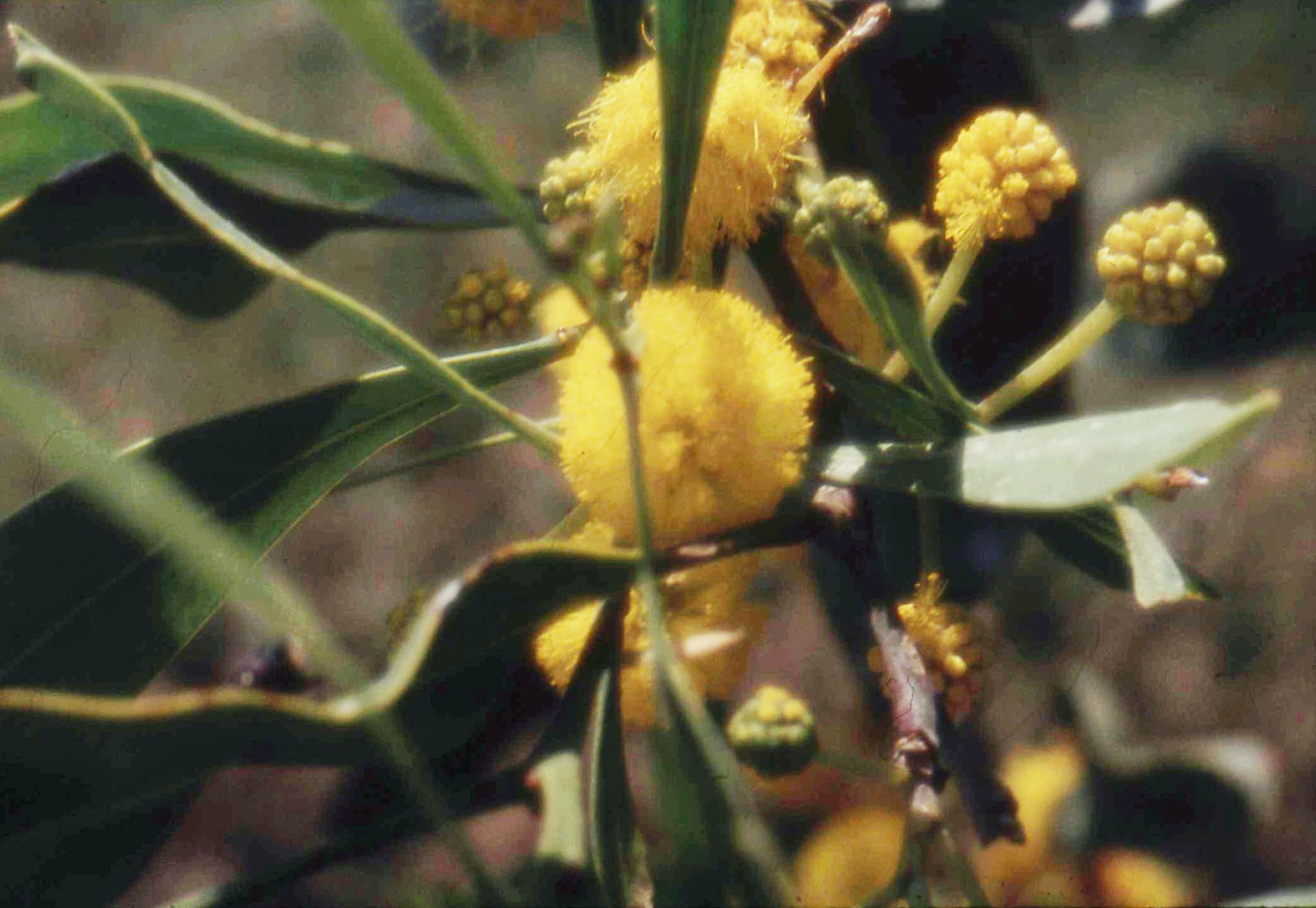
Folhas e Flor.

### Estrutura Reprodutiva
Inflorescências amarelo-vivo, actinomorficas, reunidas em capítulos de 2 a 10 por cacho, com estames infinitas e com um diâmetro entre 10 e 15mm. Estas inflorescências possuem pedúnculos compridos que se ligam às axilas dos filódios. Estando em flor de Abril a Setembro dependendo das condições do meio envolvente.

### Fruto e Semente
Vagem (fruto seco deiscente) com dimensões 60-120 x 4-8mm, verde-glauco e por fim acastanhada, é suberecta e contraída entre as sementes.
A semente é oblonga até ligeiramente elíptica, com 3–6 mm de comprimento, castanho-escura até preta brilhante em cima de um funículo amarelado.

## Descrição Taxonómica
A espécie Acacia cyanophylla é uma Angiospérmica (Divisão Antrophyta) Eudicotiledónea (Classe Magnoliopsida) pois tem os óvulos encerrados em ovários, a sua semente está dentro dum fruto, tem raiz aprumada, estames com filete e antera, ovário súpero, sementes com dois cotiledones.
Pertence a família Fabaceae (Leguminosae), geralmente sob a forma de árvore, arbusto ou herbácea, com pequenos nódulos nas raízes onde se alojam bactérias fixadoras de azoto. Folhas alternas, flores hermafroditas, e fruto na forma de vagem deiscente, e inclui-se na subfamilia Mimosoideae, com flores actinomorficas, pétalas e sépalas valvares e com estames ∞, estando incluída no género Acacia Miller.

## Distribuição, Origem, Utilizações e Situação Legal
A espécie Acacia cyanophylla é originária do Oeste da Austrália e Tasmânia, podem ser encontrada por todo o globo, com preferência por zonas perto do equador com climas mais quentes, em Portugal é considerada uma planta invasora pelo Decreto-Lei nº 565 99, (DR nº295/99, I-A Série), sendo a sua introdução em território português proibida.
Analisando o decreto em anexo neste trabalho é importante salientar os seguintes artigos:
Sem prejuízo do disposto no artigo seguinte, é proibida a disseminação ou libertação na Natureza de espécimes de espécies não indígenas visando o estabelecimento de populações selvagens.
1 - É proibida a disseminação ou libertação na Natureza de espécimes de espécies não indígenas, ainda que sem vontade deliberada de provocar uma introdução na Natureza, como forma de prevenir o estabelecimento acidental de populações selvagens.
No nosso país esta distribui-se pelo Baixo Alentejo, Estremadura, Beira Litoral e Algarve, e como é uma espécie que resiste bem à secura e produz muitas sementes, vivendo em aglomerados muito fechados, não dá hipóteses a espécies nativas de sobreviver. O seus locais de maior desenvolvimento e expansão de invasão são sistemas dunares, solos litólicos de arenitos e regiões áridas.
A espécie Acacia Cyanophylla Lindl. é uma invasora devido aos seguintes factores:
- Crescimento rápido em solos com baixo nível de nutrientes;
- Maturidade reprodutiva antecipada;
- Grande quantidade de sementes produzida;
- Sementes com habilidade de resistir ao fogo;
- Capacidade de germinar depois de ter sido cortada ou ardida.
- Tolerância a diferentes tipos de solos;
- Capacidade de fixar azoto devido à presença de bactérias (Rhizobium) na sua raiz.
- Tamanho muitas vezes superior às espécies nativas;

A espécie é utilizada principalmente por motivos ornamentais, contudo também serve para reter solos em zonas litorais, e a sua madeira usa-se para lenha e carvão, postes, mãos e cabos de ferramentas.
Em certas regiões semi-áridas da África do Sul, América do Sul e Médio Oriente, esta espécie foi largamente plantada para ser utilizada como quebra vento e para estabilização da erosão.
No acaso de África do Sul, esta foi introduzida no século XIX nas áreas envolventes da Cidade do Cabo, de forma a estabilizar areias contudo esta aniquilou toda a flora existente daquela área, só recentemente foi introduzido um fungo (Uromycladium tepperianum)  que provou ser altamente eficiente matando 80% das acácias.
Contudo não se sabe os efeitos que este fungo poderia ter na flora nativa portuguesa se fosse introduzido para combater esta invasora, e mesmo assim o seu cultivo continua a ser vasto em várias partes do mundo, principalmente para madeira de biomassa.